# Yazhou
Yazhou (en chino simplificado, 崖州区; pinyin, Yázhōu qū) es un distrito urbano bajo la administración directa de la ciudad-prefectura de Sanya. Se ubica en la provincia isleña de Hainan, extremo sur de la República Popular China. Su área es de 347 km² y su población total para 2018 fue más de 100 mil habitantes.

## Administración
Desde 2016, el distrito de Yazhou está formado por 32 aldeas.